# Hausbrand von Solothurn
Der Hausbrand von Solothurn ist ein Brandfall, der sich 26. November 2018 im schweizerischen Solothurn zutrug. Er forderte sieben Menschenleben und gilt als das schlimmste Brandereignis der Schweiz seit Jahrzehnten. Er löste eine Diskussion um die Pflicht von Rauchmeldedetektoren aus.

## Hergang
Ein Bewohner eines Mehrfamilienhauses an der Wengistrasse 40 bemerkte in den Morgenstunden vom 26. November 2018 gegen 2.10 Uhr Rauch im Treppenhaus des Wohnhauses. Er löste umgehend Alarm aus, worauf die Feuerwehr mit einem Grossaufgebot ausrückte und mit 60 Personen innert Kürze am Brandplatz eintraf. Sie dämmte das Feuer im Erdgeschoss ein und rettete 19 Personen aus den oberen Stockwerken mittels Leitern und Atemschutzgeräten. Ein Sprungkissen konnte aufgrund der Hitze im Erdgeschoss nicht aufgebaut werden. Zeitweise musste auch das Nachbarhaus evakuiert werden. Trotz des relativ kleinen Feuers, welches sich auf eine Wohnung im Erdgeschoss beschränkte, bildete sich starker Rauch. Dieser zog auch in die oberen Stockwerke des Gebäudes und in die dort befindlichen Wohnungen.
Gegen Tagesanbruch konnte die erste Phase des Einsatzes abgeschlossen werden. Um 6.30 Uhr veröffentlichte die Kantonspolizei Solothurn eine erste Medienmitteilung. Sie schrieb dabei von einem Feuer in der Stadt Solothurn, das «sechs Menschenleben forderte, darunter auch Kinder». Mehrere Personen wurden in umliegende Spitäler eingeliefert.
Nach den Löscharbeiten nahmen Brandermittler die Arbeit auf. Das Brandobjekt wurde eingezäunt. Insgesamt 20 Personen seitens der Kantonspolizei beteiligten sich an den Ermittlungen. Am Abend des Brandtages wurden erste Erkenntnisse zur Brandursache bekannt. So sei das Feuer durch den «unsachgemässen Umgang mit Raucherwaren» ausgelöst worden. Eine Person wurde im Zuge der Ermittlungen verhaftet. Die Staatsanwaltschaft eröffnete gegen diese Person eine Strafuntersuchung wegen mehrfacher fahrlässiger Tötung, mehrfacher fahrlässiger Körperverletzung und wegen fahrlässiger Verursachung einer Feuersbrunst.
Am Tag nach dem Brandfall veröffentlichte die Polizei weitere Informationen. So seien beim Brand vier Erwachsene und zwei Kinder noch am Ereignisort ums Leben gekommen. Drei weitere Kinder befänden sich nach wie vor in einem Spital. Zwei davon seien schwer und eines mittelschwer verletzt. Am darauffolgenden 28. November wurde bekannt, dass ein weiteres Kind den Verletzungen erlegen war. Somit erhöhte sich die Anzahl der Toten auf sieben. Die verhaftete Person wurde in der Zwischenzeit aus der Untersuchungshaft entlassen. Sie habe zugegeben, im Bett geraucht zu haben.
Sie wurde in der Folge an einem unbekannten Ort betreut. Ende November 2022 standen die Ermittlungen kurz vor dem Abschluss. Zu einer Anklage gegen die mutmassliche Brandverursacherin kam es jedoch nie, da diese kurz zuvor verstarb.

## Gebäude
Beim betroffenen Gebäude handelt es sich um ein Altbau-Mehrfamilienhaus mit mehreren Wohnungen auf fünf Etagen in der Nähe der Altstadt von Solothurn. Es sei nach den damals gängigen Brandschutzvorschriften erstellt worden, war somit nicht mit Feuerlöscher, Brandmeldeanlage oder Rauchmeldedetektor ausgestattet.
In der vom Brand betroffenen Liegenschaft hatte der Kanton Solothurn zwei Stockwerke, insgesamt vier Wohnungen, für die Unterbringung von Asylsuchenden angemietet. Dort waren insgesamt elf Personen aus dem Asylbereich untergebracht. Zur Brandzeit hielten sich über 20 Personen im Gebäude auf.

## Opfer
Bei den Todesopfern handelt es sich um vier Erwachsene zwischen 27 und 33 Jahren sowie drei Kinder im Vorschul- und Schulalter. Diese gehörten zwei asylsuchenden Familien an, wobei eine aus Eritrea und die andere aus Äthiopien stammte. Letztere sei durch den Kanton im Haus untergebracht gewesen. Zwei weitere Kinder der äthiopischen Familie wurden verletzt und durch den Hausbrand zu Vollwaisen.

## Todesursachen
Als Todesursache können zwei Faktoren angenommen werden: Tod durch Rauchgase beziehungsweise durch die Flucht aus dem Brandobjekt.
Wie erwähnt entwickelte sich aufgrund des Feuers im Erdgeschoss starker Rauch, der durch das Treppenhaus in die oberen Wohnungen gelangte. Das Treppenhaus hatte weder Fenster, einen Rauchabzug noch Rauchmeldedetektoren. Der Brand im Erdgeschoss bewirkte, dass sich dieses innert kurzer Zeit mit Rauch füllte. Das Hausinnere habe die Brand- und Rauchentwicklung aber nicht speziell begünstigt, so die Erkenntnisse der ersten Untersuchungen. Dennoch wurden die meisten Opfer im Haus aufgefunden, ihnen wurde der dichte Rauch zum Verhängnis. Dieser sei innert Kürze tödlich, nur wenige Atemzüge würden reichen, um den Stand der Bewusstlosigkeit zu erreichen. Auch trete kein Hustenreiz auf, sodass man direkt im Schlaf am Erstickungstod sterbe.
Ein Kleinkind und eine erwachsene Person wurden vor dem Haus vorgefunden, beide waren durch ein Fenster geflohen. Die erwachsene Person sei dabei getötet worden, das Kleinkind überlebte. Es ist noch unklar, was zum Tode der erwachsenen Person führte.

## Diskussion

### Pflicht von Rauchmeldern
International gilt die Schweiz als Vorbild in Sachen Brandschutz.  Heutzutage sind insbesondere in geschlossenen Treppenhäusern automatische Rauchabzüge und dichte Türen Standard. Jedoch müssen nur bei Sanierungen Liegenschaften aufgerüstet werden. Jedoch sind in der Schweiz Rauchmeldedetektoren in Privathäusern nicht gesetzlich vorgeschrieben. Ein Rauchmelder-Obligatorium wurde zuletzt 2015 geprüft. Damals kam die Vereinigung Kantonaler Feuerversicherungen zusammen mit der ETH Zürich zum Schluss, dass eine Pflicht keinen Sinn machen würde.  Angeführt wurden dabei die Kosten für eine flächendeckende Einführung. Gemäss Studien würden sich diese auf 63 Mio. Schweizer Franken jährlich belaufen, damit könnten schätzungsweise fünf Menschenleben gerettet werden.
Die Kosten seien im Vergleich zur Anzahl Menschen, die mit einem Obligatorium gerettet werden könnten, zu hoch, so das Fazit der Studie. 2017 kamen schweizweit 14 Menschen bei einem Brand ums Leben. Im Durchschnitt sind es an die 20 Menschen jährlich. Somit blieb es bei einer Empfehlung für die private Installation von Brandmeldern.
Aufgrund der Dimension des Brandfalles in Solothurn wurden bereits am Brandtag erste Stimmen zu einem Obligatorium für Rauchmelder laut. So forderte der Schweizerische Feuerwehrverband (SFV) im Nachgang an das Brandereignis umgehend eine Rauchmelder-Pflicht, wie es sie in anderen Ländern bereits gibt. Dem entgegneten diverse Politiker, darunter Bernhard Guhl von der Bürgerlich-Demokratische Partei, der an die Eigenverantwortung appellierte. Er sehe im Obligatorium einen Anstieg der Mietzinsen, da eine Installation mit erheblichem Aufwand und Kosten verbunden sei. Dennoch würde er die Geräte jedem Vermieter nahelegen. Auch die Mutter der mutmasslichen Brandverursacherin meldete sich im Nachgang an den Brandfall zu Wort und sprach sich für verschärfte Brandschutzvorschriften aus.

### Anpassung der Brandschutzvorschriften für Asylunterkünfte
Anfang Dezember 2018 wurde im Zusammenhang mit der Brandkatastrophe von Solothurn ausserdem bekannt, dass behördliche Regelungen Ausnahmen bei den Brandschutzvorschriften für Flüchtlingsunterkünfte vorsehen. Diese entstanden im Zusammenhang mit der Flüchtlingskrise in Europa ab 2015, wobei aufgrund der Knappheit von geeigneten Unterkünften für Geflüchtete die schweizweiten Brandschutzvorschriften angepasst wurden.
Ab 23. Dezember 2015 sahen die Vorschriften erst ab einer Belegung von 100 Asylsuchenden einen Wachdienst oder eine Vollüberwachung mittels Brandmeldeanlage vor. In Hotels in der Schweiz ist eine solche ab 50 Betten Pflicht. Gleichzeitig wurden Belegungszahlen für Unterkünfte und Fluchtweglängen erhöht. Der Beschluss wurde Ende 2017 um zwei Jahre verlängert. Die veränderten Brandschutzvorschriften trafen aber nicht auf das Gebäude von Solothurn zu, da dieses weniger Asylbewerber beherbergte.

## Kontext
Im Zusammenhang mit dem Hausbrand von Solothurn wurden zwei Ereignisse mehrfach in den Medien aufgegriffen.
- Bei einer Brandkatastrophe in Gretzenbach, unweit von Solothurn, starben am 27. November 2004 sieben Feuerwehrleute. Nach einem Fahrzeugbrand in einer Tiefgarage stürzte noch während den Löscharbeiten die Decke ein. Ermittlungen zeigten auf, dass die Decke der Tiefgarage mit Baujahr 1989 zu stark mit Erde überschüttet und die Statik falsch berechnet wurde. Das Feuer spielte beim Einsturz keine Rolle.[22] Dennoch wurde dieser Brandfall im Zusammenhang mit dem Hausbrand von Solothurn zahlreich in den Medien erwähnt.
- Am 25. Juli 1921 ertranken bei einem Einsturz eines Stegs der Frauenbadeanstalt Solothurn neun Mädchen und ein Bub im Alter zwischen 3 und 13 Jahren.[23] Bis zum Hausbrand vom 26. November 2018 erlebte die Stadt Solothurn keinen Vorfall dieses Ausmasses und mit zahlreichen minderjährigen Opfern mehr.